# Hans Knappertsbusch
Hans Knappertsbusch (Elberfeld, 12 marzo 1888 – Monaco di Baviera, 25 ottobre 1965) è stato un direttore d'orchestra tedesco, specializzato soprattutto nel repertorio di Richard Wagner, Anton Bruckner e Richard Strauss.

## Studi e carriera
Studiò filosofia all'Università di Bonn e direzione d'orchestra al conservatorio di Colonia con Fritz Steinbach. Assistette Siegfried Wagner e Hans Richter a Bayreuth. Iniziò la propria carriera di direttore a Elberfeld (1913-1918), Lipsia (1918-1919) e Dessau (1919-1922). Quando Bruno Walter lasciò Monaco per New York, Knappertsbusch gli succedette come direttore musicale generale dell'Orchestra di Stato bavarese.
Poco amato da Joseph Goebbels, alla fine degli anni trenta si recò a Vienna per dirigere alla Staatsoper, ignorando il divieto imposto dai nazisti agli artisti tedeschi di lavorare in Austria. Nel frattempo, iniziò a farsi apprezzare al Festival di Salisburgo. Knappertsbusch continuò a lavorare a Vienna e Salisburgo anche durante l'occupazione tedesca dell'Austria.
Alla fine della seconda guerra mondiale, Knappertsbusch tornò a Monaco, mantenendo comunque sempre legami con Vienna in qualità di direttore ospite, e fu presente anche a Bayreuth. Fu uno dei direttori preferiti dei Wiener Philharmoniker, con i quali si esibì a Vienna, a Salisburgo e all'estero, sebbene accettasse raramente incarichi al di fuori dei paesi di lingua tedesca.
Morì a Monaco nel 1965. Molte delle sue incisioni sono state ripubblicate su CD. Particolarmente celebri sono le sue registrazioni del 1951 e 1962 del Parsifal di Wagner. Knappertsbusch ha diretto Parsifal a Bayreuth ininterrottamente dal 1951 fino al 1964 (con l'unica eccezione del 1953) e tutte le sue interpretazioni sono state consegnate al disco, anche se ovviamente la qualità dell'audio appare disomogenea, trattandosi di registrazioni sovente fortunose provenienti da programmi radio; appare comunque affascinante la possibilità di confrontare la sua arte esegetica dal debutto all'anno precedente la sua morte, ossia l'evoluzione da una visione estremamente grave, religiosa, ieratica e rituale ad una lettura leggermente più dinamica, screziata e con tempi più stretti.
Da ricordare inoltre per il grande spessore interpretativo le due tetralogie dirette a Bayreuth nel 1956 e 1958, considerate da molti come due tra le migliori interpretazioni di tutti i tempi.
Si dedicò, infine, con grande attenzione e successo alle nove sinfonie di Bruckner, cogliendo in alcune di esse una profondità irraggiunta da altri grandi direttori, principalmente nella terza, nella quinta, nella settima, nell’ottava e nella nona .